# Asociación Deportiva Fundación Logroñés
La Agrupación Deportiva Fundación Logroñés, más conocida como Fundación, fue un club de fútbol de España fundado en 1999 y desaparecido en 2009 de la localidad de Logroño (La Rioja). Llegó a disputar cinco temporadas en la Tercera División de España, llegando a disputar tres promociones de ascenso a Segunda División B.

## Historia
El club, fundado en 1999, no dispuso de equipo senior hasta la temporada 2001-02 debutando en la Regional Preferente de La Rioja. En la temporada 2003-04 consiguió el ascenso a Tercera División y se postuló sin obtener apoyo social como alternativa al C. D. Logroñés, que sufría una grave crisis económica, llegando a incluir en su escudo el del C. D. Logroñés dentro del escudo de la ciudad de Logroño. Entre las temporadas 2004-05 y 2006-07 la Fundación Logroñés obtuvo un campeonato y dos subcampeonatos ligueros, sin conseguir el ascenso a Segunda B (2004-05, 2005-06 y 2006-07).
Tras la retirada de su accionista Delfín Cañas en enero de 2008 el club quedó sin liquidez lo que derivó en una crisis económica que llevó al club a dar la carta de libertad a todos sus jugadores en el mercado de invierno, con el equipo en el primer puesto de la clasificación. El destino de la mayoría de ellos fue el C. D. Mirandés y el Real Oviedo . El resto de la temporada la disputó con jugadores voluntarios que obtuvieron la permanencia gracias al colchón de puntos obtenidos en la primera vuelta. A pesar de la situación económica, en la temporada 2008-09 se inscribió al equipo en Tercera División con un grupo de jugadores muy jóvenes y modestos para intentar mantener la categoría, sin conseguir el objetivo al finalizar en 19.ª posición. Al término de la campaña el equipo desapareció.

## Uniforme
- Primera equipación: Camiseta blanquirroja, pantalón y medias negras.
- Segunda equipación: Camiseta blanca con franja granate, pantalón y medias blancas.

## Estadio
El Fundación Logroñés disputó entre 1999 y 2008 sus partidos en las instalaciones municipales del Mundial 82, que compartían diversos equipos logroñeses. En su última temporada el campo de juego fue el Municipal de La Ribera de hierba artificial.

## Datos del club
- Temporadas en Primera División: 0
- Temporadas en Segunda División: 0
- Temporadas en Segunda División B: 0
- Temporadas en Tercera División: 5
- Mejor puesto en la liga: 1º en Tercera División de España (temporada 2005-06)[4]

## Trayectoria

### Histórico de temporadas
| Temporada | División        | Puesto | Copa del Rey |
| --------- | --------------- | ------ | ------------ |
| 2001-02   | Preferente      | 10.º   |              |
| 2002-03   | Preferente      | 8.º    |              |
| 2003-04   | Preferente      | 2.º    |              |
| 2004-05   | 3.ª (Grupo XVI) | 2.º    |              |
| 2005-06   | 3.ª (Grupo XVI) | 1.º    |              |
| 2006-07   | 3.ª (Grupo XVI) | 2.º    | 1.ª Ronda    |
| 2007-08   | 3.ª (Grupo XVI) | 11.º   |              |
| 2008-09   | 3.ª (Grupo XVI) | 19.º   |              |

### Participaciones enCopa del Rey
| Temporada | Ronda     | Rival           | Local | Visitante | Global |  |
| --------- | --------- | --------------- | ----- | --------- | ------ |  |
| 2006-07   | 1.ª Ronda | Real Unión Club | 3-2   | 3-2       | 3-2    |  |

## Palmarés

### Torneos nacionales
- Tercera División de España (1): 2005-06